# Дејан Бућин
Дејан Бућин (Београд, 23. април 1985) је српски и немачки филмски, позоришни и телевизијски глумац који је каријеру започео у остварењима немачке продукције. Најпознатији је по улози владике Мирона у филму и серији Нечиста крв: Грех предака. Живи у Берлину.

## Филмографија
- Im Winter ein Jahr (Пре годину дана зими) (2008) - бармен
- Wasserspiegel - краткометражни филм (2008) - Шабан
- Shakespeares Sonette - тв филм (2009) - џентлмен
- 3 (троје) - филм о пару који се заљуби у истог мушкарца (2010) - Господин/Дама
- Rubbeldiekatz (Заљубљена жена) (2011) - Хавијер
- Zettl (2012) - Орхан
- Scherbengericht (2013) - гласовна улога
- Зима (2013) тв филм - Аднанов брат
- La belle et la bête (Лепотица и звер) (2014) - Луис
- Schmidt - Chaos auf Rezept - тв серија (2014) - Федор
- Josephine Klick - Allein unter Cops - тв серија (2014) - Саша Болић
- Traumfrauen (2015) - Филип
- Die Verwandlung (2015) краткометражни филм по приповеци Преображај Франца Кафке - Френк
- Самира (2015) краткометражни филм - Себастијан
- Таторт (2016) - тв серија - Билал
- You Are Wanted (2017) - тв серија - Блашко
- Liar (2017 - 2020) тв серија - Човек кога прогоне
- 7 чуда (видео) (2018) - Исус Христ
- Баптисте (2019) тв серија - Тома
- Carnival Row (2019) америчка фантастична тв серија - Хамлин
- Betonrausch (2020) тв филм - Хер Тил
- Nachtbesuch (2020) краткометражни филм
- Нечиста крв: Грех предака (2021) - Владика Мирон
- New Queer Visions: Parental Guidance (2021) - лгбт филм - Себастиан
- Нечиста крв (2021) - тв серија - Владика Мирон
- Соко Хамбург (2022) криминалистичка тв серија - Мартин Раст
- Убиства у Сплиту (2020-2022) немачка криминлистичка серија снимана у Хрватској - Вито Павловић
- Попадија  (2022-)[4] тв ситком - поп Мики
- Испочетка (2024)
- The Way of the Wind (ТБА)[5] - Свети Марко